# 罐頭少女的終末世界
《罐頭少女的終末世界》是Silky's Plus在2019年4月26日發售的戀愛冒險類型成人遊戲，當中由イチリ負責原畫，渡邊僚一擔當編劇。
《罐頭少女的終末世界》擁有多條劇情分支路線，不過只有一條路線擁有完整劇情。整個系列聚焦於一名擁有雙重人格的玩家角色跟四名女主角的互動，並刻畫了角色之間的性行為。玩家角色的其中一個人格椿擁有「立于时间之上」的能力，使之能把記憶傳送給過去的自己，同時亦能創造出新的时间線。
渡邊僚一在決定製作《罐頭少女的終末世界》前，曾為接下來的作品要使用什麽題材而煩惱。不過他後來選擇了「末日」這個題材。同時他因為受到美國國家地理頻道的節目影響，而決定以「準備末日」為題去創作一部作品。之後他在揀選原畫擔當時，因着在《夏日云悠悠》的合作經驗，而找來了，由他負責原畫。兩者之後亦在遊戲原畫上不斷交流意見。
這部作品在開售後隨即登上各大平台的銷量排行榜，在日本美少女遊戲暨動漫相關商品銷售網站Getchu屋亦被票選為2019年4月第6佳的美少女遊戲。同時贏得由用戶選出的萌系遊戲大賞月間賞。之後亦在同一獎項中奪得由業內人士選出的年度獎「宣傳獎」。

## 遊戲系統
《罐頭少女的終末世界》採取戀愛冒險的遊玩方式，玩家所扮演的是本作擁有雙重人格的主角小海雅孝/椿。基本上玩家在遊玩的時候都需閱覽屏幕上所顯示的文本和聆聽遊戲發出的聲音，用以了解故事情節和人物之間的對話。文字和聲音會與人物拼合圖和背景一同出现，用以表示小海雅孝/椿在跟誰對話。玩家會在故事中遇見代替背景和人物拼合圖的计算机图形。《罐頭少女的終末世界》擁有多條劇情分支路線，每條路線的结局皆有所不同。玩家的選擇會影響之後的劇情路線，從而影響結局。
本作角色之間的關係亦帶有一定性意味。有關場景包括口交、乳交、性交。玩家在某些預設的段落中須選擇行為選項。對話框的下一段文本在做出選擇前並不能夠顯示。玩家必須反覆載入選項頁面並選擇不同的選項，才能夠觀覽存於不同路線的劇情。《罐頭少女的終末世界》擁有多個結局。

## 情節

### 設定
《罐頭少女的終末世界》的世界有著一種類似傳染病的事物——具有者統稱為「龍生九子」。龍生九子能夠「立於時間之上」，在觀測時間線的同時能把它固定，把世界按自己意識塑造。龍生九子中只有椿被培養成能夠在穿越時間線的同時保有另一條時間線的意識。故事中的其他龍生九子一開始都沒有自己是「龍生九子」的自覺，但卻受到有關衝動影響。主角之一更紗是九子中的椒图，她在椒图的影響下渴望為世界帶來終末。而椿「接受組織訓練而保有另一條時間線的記憶」這點也是為了阻止椒图（更紗）的慾望。然而她卻在「睚眦」的影響下變得喜歡殺戮。為了避人耳目，她創造出自己的另一個人格「小海雅孝」。她之後因對小海抱有親人般的愛意，而決定破壞不同時間線的核武器，誘使更紗殺死自己（以其他方式自殺的話就會於另一條時間線復活），讓小海能脫離烏森亞實花等組織相關者的控制。

### 故事
注：除了以下路線外其他路線沒有完整劇情。
在故事開首，本作的主角小海雅孝見到在便利店中開了一罐罐頭來吃，此一場景為之留下深刻印象。次日，他約同朋友八乙女華江，再次來到同一間便利店找更紗，結果順利找到她。他們倆繼上前諮問更紗在便利店吃罐頭食品的動機，更紗則回答道：「為了準備迎接末日」。在聽完她的解釋後，小海繼對末日求生產生興趣，於是在八乙女的提議下，找來知曉求生技巧的辻花咲、前摔角部成員嶽山照男、更紗本人，五人一起創立「末日準備社」，開展各種讓人學習求生知識的活動。與此同時，小海的另一個人格椿亦察覺有人在夜晚跟踪自己，在經調查後發現跟踪者就是小海的同學八乙女。於是她便在末日準備社社員全體前往露營時，威脅八乙女，讓之吐出情報，確認她為自衛隊成員後，跳到一年前的時間線，嘗試跟八乙女合作。
椿來到一年前的時間線後，小海跟八乙女變成了剛成為朋友的狀態。她在小海於八乙女家喝醉期間醒來，互相交換情報。並因八乙女能夠認識自己死了很多次和以年輕之齡加入了自衛隊，而認定她為龍生九子。小海跟八乙女之後因為太阳活动所帶來的末日而逃到避難所，椿則在此時發動力量，再一次穿越時間線。在這條時間線，烏森在名義上成了照顧小海的親戚，並跟椿維持曖昧關係。椿之後借八乙女的幫助來逃避烏森的控制，順利向政府舉報自己的組織。她後來跟得知此事的烏森來了一場對決，然後成功戰勝之。不過此時更紗出現，打算制服一直阻止自己為世界帶來末日的椿。辻花隨後趕到，阻止了更紗，並向椿坦白自己是剛有了相關意識的龍生九子，之後發動力量穿越到另一條時間線，以望說服更紗。不過更紗卻吸收了椿的人格，在混合她記憶的情況下，改變世界本身，以方便自己實現目的。
小海等人於是穿越到另一條時間線，並在一段期間成了軍隊的實習生。辻花在訓練期間於房內對小海說明有關情況後，打算一起說服更紗不要為世界帶來末日，不過他們步出房間後，卻見到更紗殺掉了阻止自己按下核武器發射按鈕的八乙女和嶽山。他們之後仍試圖說服更紗，但卻令後者陷入「渴望末日」與「不捨得失去朋友」的苦惱。最終令之自殺，再創造出一條時間線。在這條時間線中，更紗跟小海在某一天一起上學時突然收到核武器襲擊日本的消息，於是便跑去更紗家避難，兩者後來得知要在那逗留兩個星期。期間亦得知外面發生了太陽風暴，失去對外聯絡手段。這種情況令更紗擔心其他準備社社員的安危。烏森此時則來到更紗家，經過特定手段喚醒更紗體內的椿人格後，與之對質。椿此時亦就龍生九子和更紗帶來末日的事向小海解釋，她體內的更紗人格知曉此事後。亦陷入跟之前那條時間線一樣的苦惱。不過卻在跟小海的對話下了解自己想要的是「活下去」，成功阻止末日發生。

## 角色
小海雅孝
正在就學的普通少年，在校交不了多少個朋友。「末日準備社」的成員。總是希望自己能夠跑到遠方。性慾旺盛。對於未日只有偶然的一點想像。
椿（聲優：そらまめ。）
自卑和自大兩種性格兼具的少女。喜歡在深夜觀看真實血腥影片和於街上走動，同時以殺人為樂。她會為血腥影片興奮，而且會把片中的屍體幻想成自己。
更紗サリ（聲優：藤咲ウサ）
把準備末日定為生存方式的少女，與他人聊天時話題很容易就離不開末日。由於欠缺存在感的關係，所以他人總是留意不到她的存在，在校園裡也因此跟人搭不上話。她之後加入了主角一行人所屬的「末日準備社」。
辻花咲（聲優：飴川紫乃）
擁有野外生活和求生技能的少女，「末日準備社」的成員。身材相對其他社員矮小，髮式為紅髮雙馬尾。性格開朗。在部內經常對其他成員吐糟。
八乙女華江（聲優：歩サラ）
熱心助人，為人信賴的少女。身材「很長」。喜歡說黃段子。她之後向主角一行人提出建議，讓他們在校內成立「末日準備社」。
烏森亞實花（聲優：铃谷麻耶）
樁的監護人，性格較為異常。對樁抱有好感，不過她仍喜歡以調教之名傷害之，即使她也會溫柔對待樁。
嶽山照男（聲優：井伊筋肉）
前摔角部成員，因為向其他部員坦白自己是同性戀者而被疏遠，之後加入「末日準備社」。為人熱血但溫柔。他在作品中不時會以萨摩方言說話。

## 開發
《罐頭少女的終末世界》由Silky's Plus負責開發，它的劇本由渡邊僚一撰寫，則負責描畫原畫。主題曲《終末的少女》（終末ノ少女）由創作及獻唱。

### 企劃
渡邊僚一在決定製作《罐頭少女的終末世界》前，曾為接下來的作品要使用什麽題材而煩惱，並曾考虑过製作歷史系作品。不過他後來選擇了「末日」這個題材。同時他因為受到美國國家地理頻道的節目影響，而決定以「準備末日」為題去創作一部作品。由於《罐頭少女的終末世界》跟末日有關，故渡邊還以「有必要」為由為之添加額外兩款題材——「科幻」和「傳奇」。之後他在揀選原畫擔當時，因著在《夏日云悠悠》的合作經驗，而找來了，由他負責原畫。渡邊認為「能把原畫畫得快又表現出可愛感」，故即使他一開始不知道「末日準備」是什麼，也由他負責上述工作。
為了帶來與同樣以末日為題的《夏日云悠悠》不同的印象，故製作團隊讓《罐頭少女的終末世界》的末日規模少很多，並把一部分重心轉移在「末日準備」的日常上，後來才讓主角等人的活動跟末日有關。至於「軍事訓練設施存放核武器」的設定則參考自渡邊的美國朋友對當地有關情況的宣稱。

### 設計
按著自己對渡邊的喜好了解來把主角群的校服設計得相對簡單，並把遊戲場景按劇情發生的先後順序畫下去。他在設計遊戲角色時，則因角色的不同而採取不同做法。渡邊沒有就更紗的設計向提出要求，因為前者認為更紗的特點就是在外表上「沒引人注目的地方」。渡邊亦刻意要求イチリ把八乙女「畫長一點」，亦即在改變角色長寬比的情況下把長度增加——這雖符合渡邊的喜好，但卻令イチリ需要花更多時間適應。
與八乙女相反，辻花的設計較符合的平常畫法。渡邊就着辻花的設計向提出「红髮」、「蘿莉」、「雙馬尾」三大要求。不過在體型上的初期草稿卻不合渡邊的期望，後者心目中的辻花比起イチリ的草稿還要嬌小。イチリ也因最終的辻花外形而在繪畫她的色情場景時出現罪惡感。イチリ最初把烏森設計成美少女的樣子，但幾經修改下她終成了成年人。渡邊認為這讓她的暴力行為顯得更合理。
花在設計椿上的時間比起其他角色為短，他亦以她的衣著表達出家裡蹲的感覺。不過即使如此，渡邊還是認為「椿具有準主角地位」。渡邊亦按着自身跟男同性戀朋友的交流情況而設計出嶽山這名角色。他認為同性戀者即使日常舉止正常，也經常像嶽山般受到歧視。

## 發行
2019年1月21日，Silky's Plus開設了《罐頭少女的終末世界》的官方網站，同時公佈角色陣容和部分遊戲場景。次月，它在YouTube上發佈了兩部影片，一部為片頭曲《終末的少女》的精簡版，另一部則為宣傳片段。3月16日，它發佈了本作的免費試玩版，予供公眾下載試玩。官方表示，在1月至4月期間，它為了宣傳《罐頭少女的終末世界》而舉辦或參與30場以上的活動。
4月2日，Silky's Plus宣佈本作已下線，之後DMM平台亦開放給大眾預約完整下載版。PC光碟版和完整下載版於4月26日發行，同時相容Windows XP/Vista/7/8/8.1/10。部分商店為購入者安排了像掛毯、廣播劇CD、電話卡般的特典，它們都以本作角色為主題。官方在開售當天舉辦了以購入者為對象的活動，讓他們能獲得繪有本作角色的文件夾。

## 評價
《罐頭少女的終末世界》在開售後登上了各大平台的銷量排行榜——它在首次登上排行榜時，於美少女遊戲暨動漫相關商品銷售網站Getchu屋和雜誌《BugBug》上獲得第5位，並在美少女遊戲線上銷售網站Prop躋身第8位。它在秋葉原ACG產品銷售商店Trader則為第12暢銷的美少女遊戲。
它在Getchu屋亦被票選為2019年4月第6佳的美少女遊戲，並在當月贏得由用戶選出的萌系遊戲大賞月間賞，全年排名則排在第16位。之後亦在同一獎項中奪得由業內人士選出的年度獎「宣傳獎」，美少女遊戲業內報章《Game Headline》的編輯津田清和在評論這部作品獲獎一事時表示，Silky's Plus在宣傳《罐頭少女的終末世界》時花了不少心機，在日本不少主要地方舉辦活動之餘，亦參與展覽會。他把用戶對這部作品的支持歸因於作品內容和宣傳效果。
《BugBug》的Tanakatsu（タナカツ）在這部作品開售前便因渡邊僚一在之前的表現而對之表示期待，他在玩過後亦對這部遊戲表示好評，認為它很有趣，不過仍對只有一個真結局的設定持保留態度。同時亦讚揚整體設定及八乙女的色情場景。

## 外部連結
- 官方網站 （页面存档备份，存于）（日語）